# Antonio Andreu y Massó
Antonio Andreu y Massó fue un religioso español.

## Biografía
Enseñó en su orden Filosofía y Teología, pasando por todos los trámites según las leyes, hasta obtener el grado de maestro. Se dedicó a la carrera del púlpito y en ella obtuvo cierta reputación, que le llevó a predicar cuaresmas continuas en diferentes catedrales y otras iglesias a lo largo de Cataluña. Asimismo, predicó tres cuaresmas a la Real Armada, cuyos miembros, admiraron, según el Diccionario biográfico eclesiástico, «su ingenio, erudición y sutileza».
Fue individuo de número de la Real Academia de Buenas Letras de Barcelona. Era, además, competente en música y dejó algunas composiciones escritas, así como poesías serias, jocosas y satíricas.
Falleció en su convento de la ciudad de Barcelona.